# 서에콰토리아주

서에콰토리아 주의 위치

서에콰토리아주(영어: Western Equatoria)는 남수단을 구성하는 10개 주 가운데 하나로, 남수단 남서부에 위치한다. 주도는 얌비오이며 인구는 1,731,341명(2006년 기준), 면적은 79,319km2이다.

## 같이 보기
- 중앙에콰토리아주
- 동에콰토리아주
- 에콰토리아 지방